# Damage
Damage – pierwszy cyfrowy singel Namie Amuro. Został wydany 31 października 2012.

## Lista utworów
CD
| 1. | Damage | 4:47  |
|    |        |       |
|    |        | 04:47 |
|    |        |       |

## Pozostałe informacje
Piosenka "Damage" została wykorzystana jako motyw przewodni filmu "Ōgon O Daite Tobe". Ubrania noszone w teledysku to odzież marki "FACETASM", która była noszona na Mercedes-Benz Fashion Week Tokyo 2013 Wiosna i Lato "CEREMONIA OTWARCIA" FACETASM.